# Pan Yuliang
Pan Yuliang (1899-1977) var en kinesisk kunstner. Hendes forældre døde, da hun var barn. Som 14-årig blev hun solgt til et bordel af sin onkel. Her tiltrak hun opmærksomhed fra den velhavende embedsmand Pan Zanhua. Han købte hende fri fra bordellet og giftede sig med hende som anden hustru. Hun begyndte at tegne. Senere tog hun til Paris for at studere. Hun er meget kendte for at tegne nøgne mennesker, især kvinder. Hendes tegninger krænkede normerne i Kina og skabte meget debat der. På grund af dette blev hun tvunget til at flytte til Frankrig for at fortsætte sit tegne– og malerarbejde. Her levede hun indtil sin død i 1977.
Hendes historie er løst fortalt i den kinesiske film, Hua Hun (A Soul Haunted by Painting), som blev udgivet i 1994 med Gong Li som spiller kunstneren. Jennifer Cody Epsteins roman, The Painter from Shanghai (på dansk: Maleren fra Shanghai) (NY: Norton, 2008), er baseret på Pan Yuliang liv.